# Грин, Малкольм
Малкольм Лесли Ходдер Грин (англ. Malcolm Leslie Hodder Green; 16 апреля 1936 — 24 июля 2020) — английский химик-металлоорганик. Внес значительный вклад в химию гидридных, алкильных, олефиновых комплексов переходных металлов, ввел понятие агостической связи. Сформулировал правила нуклеофильной атаки на π-лиганды в металлоорганических соединениях (правила Грина-Дэвиса-Мингоса), а также разработал метод классификации ковалентных связей для описания металлоорганических комплексов (англ. covalent bond classification, CBC). Большой вклад внес также в области наноматериалов и гетерогенного катализа.

## Биография
Малкольм Грин родился в Истли, графство Гэмпшир, в семье Лесли Эрнеста Грина и Шейлы Этель Грин (урожденной Ходдер). Получил образование в подготовительной школе Смолвуд Мэйнор, а затем в Денстонском колледже, независимой школе-интернате в Аттоксетере, Стаффордшир. В 1956 окончил Актонский технический колледж в Мидлсексе (ныне университет Брунеля в Лондоне) и получил степень бакалавра, после чего поступил в Имперский колледж науки и технологий в Лондоне, где в 1959 получил докторскую степень, работая совместно с Джефри Уилкинсоном. После года обучения в докторантуре переехал в Кембридж в качестве ассистента лектора и в 1961 получил стипендию колледжа Корпус-Кристи. В 1963 стал Членом 700-летия колледжа Баллиол в Оксфорде в области неорганической химии, а также факультетским лаборантом в Оксфордском университете. В 1965 году получил должность лектора в колледже Баллиол. С 1979 по 1986 являлся старшим научным сотрудником Королевского общества в Оксфорде. В 1989 году стал профессором и главой лаборатории неорганической химии в Оксфорде, а также членом колледжа Святой Екатерины. В 2004 вышел на пенсию, однако продолжил научную деятельность в качестве заслуженного профессора-исследователя.

## Научные исследования

### Металлоорганическая химия
Начало научной работы Грина в области металлоорганической химии положила написанная под руководством Уилкинсона докторская диссертация 1959 года «Исследование некоторых гидридов переходных металлов и олефиновых комплексов», включавшая изучение новых комплексов Cp2ReH и Cp2WH2" . Бис-циклопентадиенил-молибденовые и -вольфрамовые соединения стали центральной частью его работы. С 1961 по 1963 Грин опубликовал серию статей по алкильным комплексам наиболее распространенных переходных металлов, включая их превращение в олефиновые комплексы посредством отщепления гидрид-иона. Вместе с Таро Сайто им был синтезирован новый представитель гидридных комплексов никеля, считавшихся неустойчивыми, — (Cy3P)2NiHCl (Cy = циклогексил), стабилизированный объемными лигандами (1969).
В 1972 Малкольм в сотрудничестве со своей женой Дженнифер Грин и кристаллографом Кеном Праутом предложили новую модель связи для бис-циклопентадиенильных комплексов металлов, которая заменила модель Баллхаузена-Олкока.
Грин является одним из пионеров в исследовании явления CH-активации: его работа 1974 года показала, что облучение дигидрида бис-циклопентадиенилвольфрама приводит к получению высокореакционноспособного бис-циклопентадиенилвольфрама, атом металла которого быстро внедряется по связи C–H пара-ксилола с образованием алкил-гидрида. Также Грин обнаружил родственный процесс, включающий расщепление связи C–H: α-элиминирование в комплексе метилвольфрама, приводящее к образованию металл-метилен-гидридного соединения.
В том же году (1974) Грин вел работу совместно с Хью Фелкином по синтезу «неорганических реактивов Гриньяра», в результате чего им был синтезирован бис-циклопентадиенилмолибден-магний, содержащий связь Mo–Mg.
Часть работ Грина посвящена получению паров металлов и их использованию для синтеза сэндвичевых соединений. Конденсация с потенциальными лигандами приводила к образованию комплексов, что позволило получить ряд новых необычных соединений.
В 1978 году Грин совместно со Стивом Дэвисом и Майком Мингосом систематизировали данные по нуклеофильной атаке на π-лиганды в металлоорганических соединениях и сформулировали набор правил, которые предсказывают экспериментальный региохимический результат (правила Грина-Дэвиса-Мингоса).
Работа 1982 года по электронно-ненасыщенным и минимально пространственно-затрудненным алкильным комплексам металлов привела к влиятельным результатам: идентификации, определению и наименованию агостической связи, представляющей собой 2-электронное 3-центровое взаимодействие атомов C-H-M. Агостические взаимодействия вскоре были обнаружены в самых разных контекстах и оказались ключевыми в механизме некоторых процессов (например, металлоценовый катализ полимеризации олефинов), а также в интермедиатах большого числа стандартных металлоорганических реакций.
Еще одним важным достижением Грина является разработанная им в 1995 году классификация ковалентных связей (англ. covalent bond classification, CBC). В рамках данного подхода двух-, одно- и нуль-электронные лиганды, такие как PPh3, H и BF3, обозначаются буквами L, X и Z соответственно, и все металлоорганические соединения распределяются на классы согласно своему набору лигандов. При этом металлоорганические реакции отождествляются с переходами между классами, и наиболее предпочтительными оказываются те переходы, которые протекают между наиболее густонаселенными классами.
Грин является также автором первого учебника по металлоорганической химии переходных металлов — «Металлоорганические соединения. Том 2: переходные элементы» (1968).

### Материаловедение
Интерес Грина к химии материалов проявился еще в 1977 году с исследований интеркаляции металлоорганических соединений в твердый дисульфид тантала в сотрудничестве с Алланом Джейкобсоном. Одним из направлений работ в этой области стало изучение соединений, демонстрирующих нелинейные оптические свойства.
Другой областью материаловедения, заинтересовавшей Грина, стало исследование углеродных нанотрубок. Он разработал общий метод открытия запечатанных концов этих структур с целью внедрения в них различных фрагментов, и затем осуществил введение кристаллов йодида калия с последующим определением их структуры, а также солей серебра с последующим фотолизом, что привело к образованию нанопроволоки, инкапсулированной внутри трубки. Развитием этой тематики стали работы, посвященные биологическим и медицинским приложениям нанотрубок в качестве молекулярных устройств, радиозондов, а также для доставки лекарств.

### Гетерогенный катализ
Гетерогенный катализ привлек внимание Грина в 90-х гг. Ему принадлежит разработка метода селективного окисления метана до синтез-газа (H2+CO) с использованием катализатора на основе оксидов лантана и рутения, а также метода превращения смеси метана и диоксида углерода в синтез-газ. Еще одним достижением стало превращение метана в этилен и синтез-газ путем частичного окисления с последующей стадией гидроформилирования, в результате которой в качестве конечного продукта был получен пропаналь.
Открытие Грином чрезвычайно активного катализатора процесса Фишера-Тропша привело к основанию Oxford Catalyst Group, позже переименованной в Velocys. В настоящее время компания разрабатывает проект по переработке мусора в авиационное топливо.

## Основные награды и премии
- 1972 — Премия Корде-Моргана Королевского химического общества
- 1977 — Премия Королевского химического общества по химии переходных металлов
- 1982 — Премия Тилдена и чтение лекций в Королевском химическом обществе
- 1984 — Премия Американского химического общества по неорганической химии
- 1985 — Избрание членом Королевского общества. Премия Королевского химического общества по металлоорганической химии
- 1988 — Премия сэра Эдварда Франкленда и чтение лекций в Королевском химическом обществе
- 1992 — Премия Карла Циглера Немецкого химического общества
- 1995 — Медаль Дэви Королевского общества
- 1997 — Премия Американского химического общества по металлоорганической химии
- 2000 — Медаль сэра Джеффри Уилкинсона и премия Королевского химического общества
- 2015 — Европейская премия по металлоорганической химии Европейской ассоциации химических и молекулярных наук

## Семья
В январе 1965 Грин женился на Дженнифер Билхэм. Они прожили вместе до конца жизни Малкольма и имели трех детей: Рассел (работает в сфере ИТ в Deutsche Bank), Софи (юрист в Exxon-Mobil), и Мэтью (работает в сфере ИТ в Spotify). Также у Грина осталось восемь внуков.

## Личные качества
По воспоминаниям Роберта Крабтри Малкольм был добрым и отзывчивым человеком, легко умел налаживать контакты с окружающими его людьми. Он заботился об образовании и с любовью относился к своим студентам, которые, в свою очередь, любили его. Большое количество выпускников Грина, вдохновленные его руководством, стали широко известными деятелями химии в Великобритании и за ее пределами.
Грин обладал большой страстью к науке, всегда стараясь глубоко заглянуть в причины явлений. К решению проблем он подходил творчески, с энтузиазмом, нередко полагаясь на интуицию и свой богатый научный опыт.